# 鄧子龍
鄧 子龍（とう しりゅう、嘉靖10年（1531年） - 万暦26年11月19日（1598年12月16日））は、中国明代の武将。字は武橋。本貫は南昌府豊城県。第二次万暦朝鮮の役（慶長の役）において、明の朝鮮援兵の水軍副総兵として参戦したが、戦死した。

## 生涯
体格雄偉で、勇猛敏捷なこと群を抜いていた。嘉靖年間、江西で反乱が起こり、樟樹鎮が略奪された。子龍は徴募に応じて、この反乱を鎮圧した。功を重ねて広東把総に任じられた。
万暦元年（1573年）、子龍は張元勲に従って恵州の頼元爵の乱を鎮圧した。ほどなく張元勲の下で陳金鶯・羅紹清の乱を平定した。反乱軍の首領の黄高暉が逃れたため、子龍は山に入ってこれを生け捕りにした。銅鼓石守備に転じた。ほどなく署都指揮僉事に抜擢され、浙江都司を管掌した。罷免に相当する罪を論告されたが、万暦帝は子龍の罪を問わなかった。麻陽の苗族の金道侶らが反乱を起こすと、参将に抜擢されてこれを討った。反乱軍を破って、その一党を解散させた。万暦8年（1580年）、五開衛の兵の胡若盧らが監司行署を放火し、守備と黎平府守を追放した。靖州・銅鼓・龍里の苗族たちが呼応して反乱を起こした。子龍は衛城の東門に放火して反乱軍を招き寄せ、ひそかに北門から兵を侵入させて、反乱軍を滅ぼした。
万暦11年（1583年）閏2月、タウングー王朝が雲南に侵攻した。このため子龍は永昌府参将に転じた。木邦部耿馬の罕虔が岳鳳とともに反逆し、タウングー王朝のナンダ・バイン王を説いて永昌府の境域に侵入させ、罕虔は王に従って干崖・南甸を略奪した。まもなく罕虔は査理江を渡って、姚関を直撃し、湾甸州土知州の景宗真と弟の景宗材が罕虔を助けた。
万暦12年（1584年）、子龍は枝樹をよじ登って急戦し、景宗真・罕虔を戦場で斬り、景宗材を生け捕りにした。罕虔の子の招罕・招色は三尖山に逃れ、叔父の罕老にプーラン族の毒弓手500を率いさせて要害で阻ませようとした。子龍はプーラン族を金で買収し、反乱軍の使っている間道を把握した。そこで裨将の鄧勇らに命じて北勝・蒗渠の少数民族の兵を率いさせ、反乱軍の根拠地を直撃し、あらかじめ山の後ろに伏せていた兵と挟撃した。夜中に招罕・招色・罕老とその仲間130人あまりを生け捕りにし、500人あまりを斬首した。尖山の根拠地は空となり、そこに帰順させた流民数千人を移させた。さらに劉綎が岳鳳を捕らえて北京に連行すると、万暦帝は喜んで、子龍は副総兵に昇進した。
万暦13年（1585年）、タウングー王朝が孟密に侵攻すると、把総の高国春がこれを破った。子龍は敵を牽制した功績で、また叙勲があった。以前にタウングー王朝についていた少数民族の多くが、明に帰順した。永昌・騰衝は以前から楽土を号していたが、罕虔と岳鳳の反乱が起こってから、募兵が議論され、多くは亡命者を募って、騰衝・姚安の2営を立てた。劉綎は騰衝の軍を率い、子龍は姚安の軍を率いたが、協調することができず、両軍は争った。万暦帝は両将がともに功績のあったことから、不問に処していた。劉綎が罷免されると、劉天俸が代わり、劉天俸が逮捕されると、子龍が2営を兼ね統べるようになった。子龍は騰衝の兵を抑えて虐待使役し、姚安の兵に味方していた。隴川に軍を用いるにあたり、子龍は士気を高めるため、牛を殺して士を饗応したが、姚安の兵に騰衝の兵の倍を与えたため、騰衝の兵は待遇の差別に耐えられず、退散しようとした。副使の姜忻が他の将に騰衝の兵を管轄させることにして、不満を鎮めた。しかし姚安の兵が食糧探しのために反乱が起こし、永昌・大理から会城を突いて、行く先々で略奪して回った。諸軍が姚安の反乱兵を挟撃し、84人を斬り、400人あまりを捕らえ、反乱は鎮圧された。子龍は罪に問われて官を剥奪され、吏に下された。
万暦18年（1590年）、孟養の思箇が反乱を起こした。子龍はちょうど審問を受けていたが、巡撫の呉定が軍功を立てさせて罪を贖わせたいと請願して、万暦帝はこれを許可した。その命が届いていなかったが、呉定は子龍と黔国公沐昌祚を将として派遣して思箇を撃退した。ほどなく丁改十寨の普応春・覇生らが反乱を起こし、勢力を拡大させた。呉定は漢人の現地軍を徴発し、子龍の軍をその右に、游撃の楊威の軍をその左につけて、反乱軍を破り、1200人を斬首し、6600人を降した。子龍は副総兵にもどされ、署金山参将事をつとめた。先立って勐広土官の思仁がその兄嫁の甘線姑をめとって妻にしようとしたが、許可されなかった。思仁はその仲間の丙測とともに叛いてタウングー王朝につき、たびたびその軍を引き入れた。万暦20年（1592年）、思仁は孟養を攻め、蛮莫を侵犯し、土同知の思紀奔らが山を焼いた。子龍は思仁らを撃退した。万暦21年（1593年）、子龍は弾劾されて罷免され、帰郷した。
万暦26年（1598年）、前年よりの日本軍の再侵攻にあたり、子龍は既に70近い老齢であったが、200の士卒を率いて援朝し、水軍副総兵に任ぜられた。同年11月19日（明暦）、慶長の役最後の大規模海戦となった露梁海戦において、水軍総兵陳璘から、朝鮮水軍統制使李舜臣とともに兵1000人・巨艦3隻を率いての先鋒を命じられ、自ら先陣を切って奮戦するも、突出した乗船を島津義弘の軍に囲まれ戦死した。これは朝鮮水軍主将である李舜臣とともに、日本側にはなかった同海戦における上級指揮官の戦死であった。遺体は故郷豊城に帰って葬られ、朝鮮は彼のために廟を立てて祀った。
著書に『横矛集』があった。

## 関連作品
映画
- 『ノリャン -死の海-』（2023年）演：ホ・ジュノ